# Frauenkolleg (Leipzig)

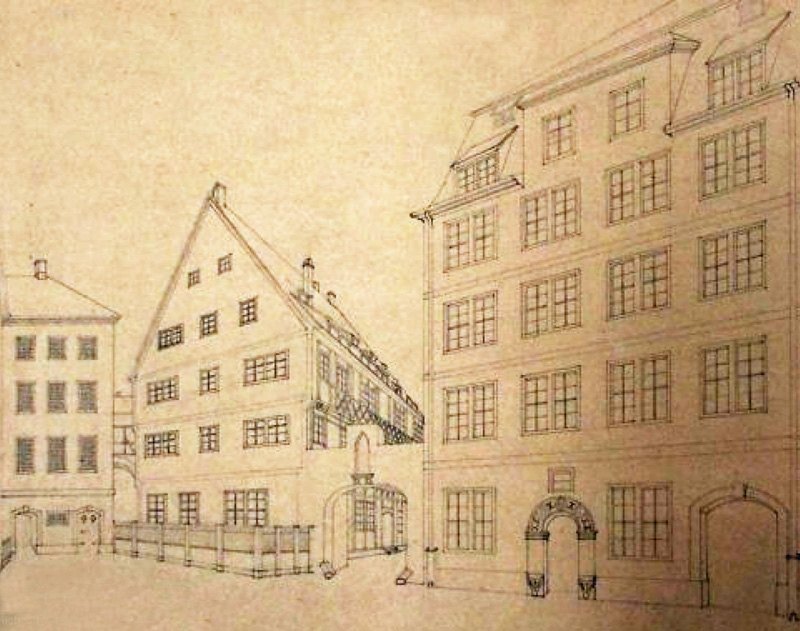
Die beiden Vorderhäuser des Frauenkollegs vor ihrem Abriss 1856.
Links hinten das Georgenpförtchen

Das Frauenkolleg markiert auf einem Stadtplan von 1749

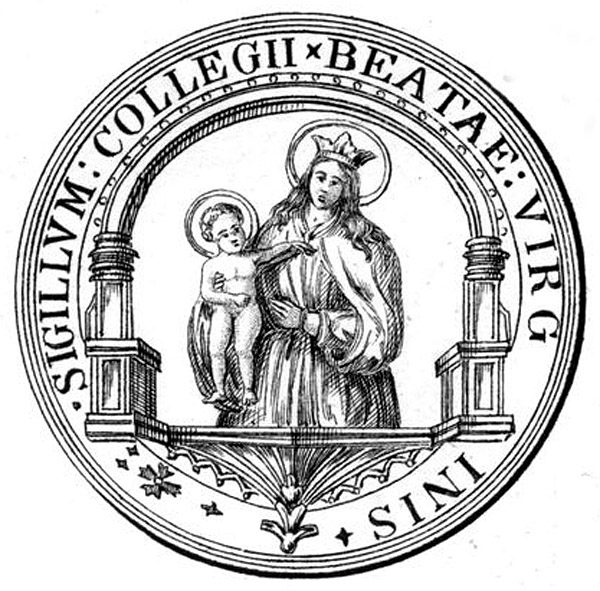
Das kleine Siegel des Frauenkollegs

Das Frauenkolleg (genauer Liebfrauenkolleg bzw. Collegium Beatae Mariae Virginis) war das viertälteste der Kollegien der Universität Leipzig und bis 1856 der Name eines diesem Kolleg zugeordneten Gebäudekomplexes am Brühl.

## Geschichte
Das Frauenkolleg entstand als private Stiftung einiger schlesischer und preußischer Magister an der Universität Leipzig. Federführend dabei waren Johannes Otto von Münsterberg, der die Stiftung 1416 in seinem Testament verfügte, und Johannes Hoffmann von Schweidnitz als Testamentsvollstrecker. Johannes Otto von Münsterberg war der Gründungsrektor der Leipziger Universität. 1422 wurden der Stiftung durch den Markgrafen Friedrich IV. die vollen Rechte eines Kollegs erteilt. Nachdem vorher Hoffmann von Schweidnitz sein Privathaus zur Verfügung gestellt hatte, erwarb die Stiftung nun ein Haus auf der Südseite am östlichen Ende des Brühls gegenüber einer Marienkapelle, woraus sich über „Unsere Liebe Frau“, der Name ableitete.
Das Frauenkolleg diente der Versorgung und Unterkunft von fünf schlesischen und einem preußischen Magister. Das Kolleg war mit Gemeinschafts- und weiteren Wohnräumen das Zentrum der natio Polonorum (der polnischen Nation), einer der vier Regionalkorporationen der Universität, die sich auf Schlesien und Preußen bezog. Das Anwesen des Kollegs vergrößerte sich unter anderem dadurch, dass Johannes Hoffmann von Schweidnitz, der inzwischen Bischof von Meißen geworden war, 1440 sein dem Frauenkolleg benachbartes Haus diesem schenkte.
1510 bis 1513 wurde eines der beiden Haupthäuser zu einem dreigeschossigen Haus umgebaut. 1613 wurden drei steinerne Hinterhäuser auf dem Areal des Kollegs erneuert. Weitere Umbauten folgten. 1817 wurde noch ein neues Hinterhaus errichtet.
1856 kaufte der Rat der Stadt das Gelände und ließ für den Bau der Georgenhalle die Gebäude des Kollegs abreißen. Die Georgenhalle beherbergte im Erdgeschoss die Fleischbänke und von 1879 bis 1895 das neu gegründete Reichsgericht.